# 土荆芥

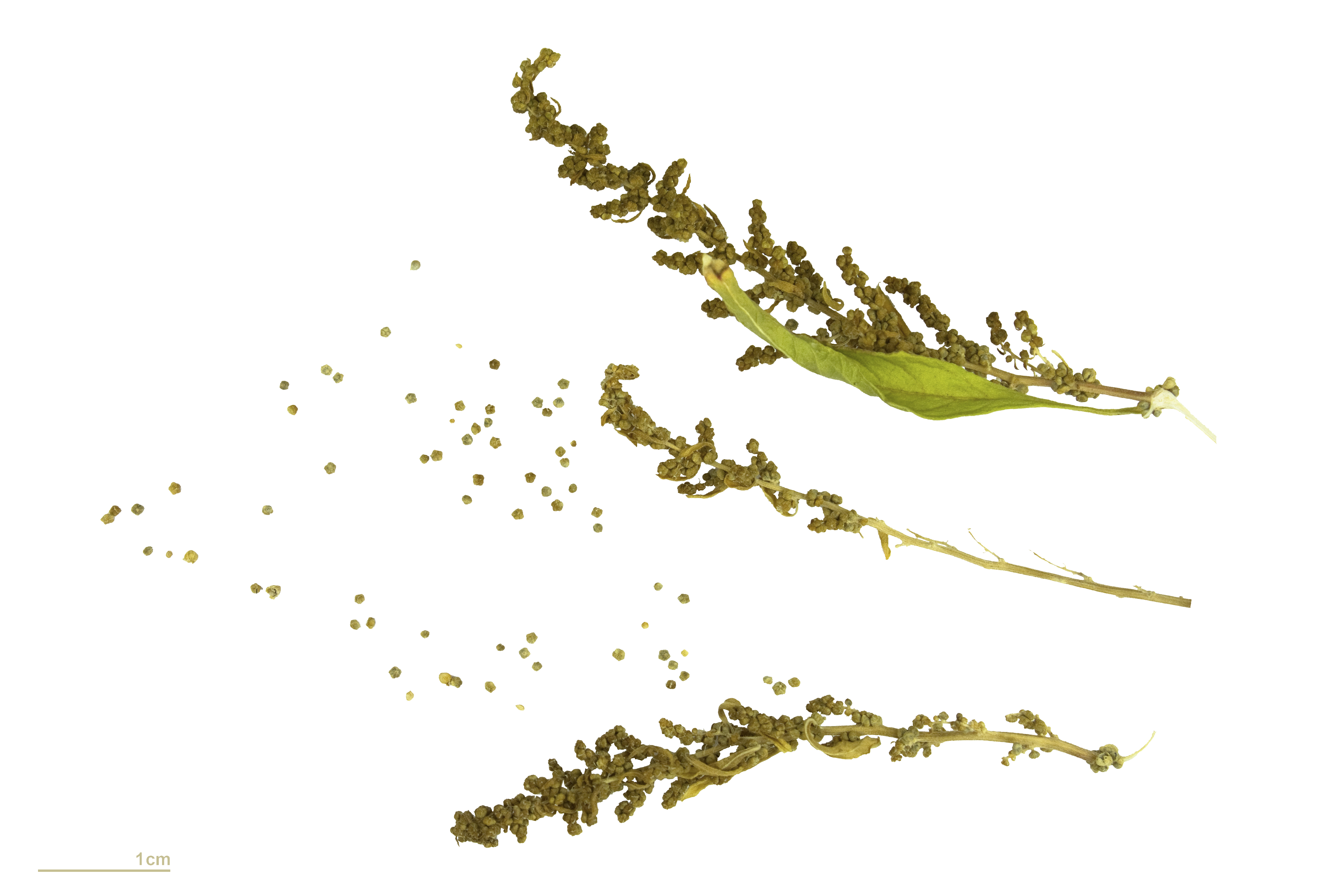
Dysphania ambrosioides

土荆芥（学名：Dysphania ambrosioides），又名臭杏、臭草、杀虫芥、鸭脚草。是苋科刺藜属的植物。

## 形态
一年生或多年生草本，具有椭圆形腺体，芳香；茎有棱多分枝；披针形的叶子，有不整齐的齿，下面有黄色腺点；穗状花序，花两性或雌性，通常35朵簇生于苞腋；扁球形苞果。

## 分布
分布于热带及温带，生长于海拔330米至1,900米的地区，常生于路边、村旁以及河岸，目前已由人工引种栽培。

## 延伸阅读
[在维基数据编辑]
 《植物名實圖考·土荊芥》，出自吳其濬《植物名實圖考》

## 外部連結
- 土荊芥, Tujingjie （页面存档备份，存于） 藥用植物圖像數據庫 (香港浸會大學中醫藥學院) （繁體中文）（英文）
- 土荊芥 Tu Jing Jie （页面存档备份，存于） 中藥標本數據庫 (香港浸會大學中醫藥學院) （繁體中文）（英文）

1. ↑  . tropicos.org.   [2020-06-29]. （原始内容存档于2020-08-04）.